# 955
Раннє Середньовіччя  •  Епоха вікінгів  •  Золота доба ісламу  •  Реконкіста

## Геополітична ситуація
У Візантії правив Костянтин VII Багрянородний. 
Західним Франкським королівством правив, принаймні формально, Лотар, Східним Франкським королівством правив Оттон I, оголошений також королем лангобардів.
Північ Італії належить Італійському королівству, середню частину займає Папська область, герцогства на південь від Римської області незалежні, деякі області на півночі та на півдні належать Візантії, інші окупували сарацини. Південь Піренейського півострова займає Кордовський халіфат, у якому править Абд Ар-Рахман III. Північну частину півострова займають королівство Астурія і королівство Галісія та королівство Леон під правлінням Ордоньйо III.
Королівство Англія очолив Едвін Красивий.
Існують слов'янські держави: Перше Болгарське царство, де править цар Петро I, Богемія, Моравія, Хорватія, королем якої є Михайло Крешимир II, Київська Русь, де править княгиня Ольга. Паннонію окупували мадяри, великим князем у яких був Такшонь.
Аббасидський халіфат очолює аль-Муті, в Іфрикії владу утримують Фатіміди, в Середній Азії — Саманіди. У Китаї триває період п'яти династій і десяти держав. Значними державами Індії є Пала, держава Раштракутів, Пратіхара, Чола. В Японії триває період Хей'ан. На північ від Каспійського та Азовського морів існує Хозарський каганат.

## Події
- Княгиня Ольга прийняла християнство під час подорожі до Константинополя. Її названо християнським ім'ям Олена[1][2].
- Німецький король Оттон I Великий завдав важкої поразки мадярам у битві на річці Лех.
- Після поразки від німців угорців очолив Такшонь.
- Після смерті Едреда королівство Англія очолив його племінник Едвін Красивий.
- Розпочався понтифікат Івана XII.